# 桃園市立中興國民中學
桃園市立中興國民中學，簡稱中興國中，位於臺灣桃園市桃園區中路地區，於1980年成立。亦曾蒙市府評為藝術與人文特色學校。

## 學校簡介

### 校訓
勤、正、精、誠

## 校園歷史

### 演變與發展
- 1979年：於桃園國中辦公室成立桃園縣立中興國民中學籌建委員會。
- 1980年：8月6日成立桃園縣立中興國民中學，暫借桃園國中、西門國小教室及桃園市衛生局舊址辦公大樓上課。
- 1982年：新建校舍於2月5日落成，遷入現址上課。
- 1987年：奉准成立音樂班。
- 1989年：奉准成立舞蹈班與管樂團，培植桃園縣內音樂、舞蹈方面資賦優異專業人才。
- 1999年：學區內成立永豐中學，總班級數維持在90多班，平均每個年級29-30班。
- 2003年：學區內成立同德國中，班級數開始減班。
- 2014年：12月25日，因應桃園縣升格改制為直轄市，更名為桃園市立中興國民中學。
- 2015年：成立桃園市中興國民中學校友會，第一屆會長由黃端祥出任。第二屆、第三屆會長由林軒凱出任。第四屆會長由第二屆畢業生黃進利接任（2019年）。第五屆會長由第六屆畢業生黃進仕接任（2020年）

### 歷任校長
| 任期 | 姓名       | 任職日期  | 離職日期  | 備註                                                           |
| ---- | ---------- | --------- | --------- | -------------------------------------------------------------- |
| 1    | 莊鶴齡先生 | 1980年8月 | 1987年1月 | 原桃園縣立大溪國民中學校長轉任，調任桃園縣立仁和國民中學。     |
| 2    | 趙錦松先生 | 1987年2月 | 1998年2月 | 原桃園縣立瑞原國民中學校長轉任，屆齡退休。                     |
| 3    | 婁 立女士  | 1998年8月 | 2005年7月 | 原桃園縣立文昌國民中學校長轉任，屆齡退休。                     |
| 4    | 黎慶達先生 | 2005年8月 | 2009年7月 | 原桃園縣立介壽國民中學校長轉任，任滿退休。                     |
| 5    | 廖家春先生 | 2009年8月 | 2017年7月 | 原桃園縣文化局副局長轉任，調任桃園市立建國國民中學。           |
| 6    | 許黎琴女士 | 2017年8月 | 2021年7月 | 原桃園市立建國國民中學校長轉任，任滿榮升高中督學。             |
| 7    | 王朝鍵先生 | 2021年8月 | 2025年7月 | 原桃園市立平興國民中學代理校長升任，調任桃園市立慈文國民中學。 |
| 8    | 沈永照先生 | 2025年8月 | 現任      | 原桃園市政府教育局國中教育科課程督學升任。                     |

## 學區
- 桃園區：文中里、中山里、中平里、中正里、中信里、中原里、中路里、中泰里、中聖里、龍安里、龍岡里、龍鳳里、中德里（第15－21、27、33鄰）、中成里（第1－12、18、20鄰）、南埔里（第1、3、8鄰）[2]。
- 蘆竹區：新興里（第1－6鄰）【為中興、大竹國中共同學區】、中福里（第13－19鄰）。

## 校園建築
- 行政樓
- 和平樓
- 忠孝樓
- 仁愛樓
- 信義樓
- 科教樓
- 生科樓
- 藝術樓
- 文山樓
- 活動中心

## 學校周邊
- 武陵高中
- 文山國小
- 台灣桃園地方法院
- 土地改革紀念館

## 知名校友
- 溫翠蘋：環球中國小姐第二名
- 黃家齊：現任桃園市議會議員，曾任桃園區中正里第一屆里長
- 余信憲：現任桃園市議會議員
- 張嘉航：知名遊戲實況主統神
- 張葦航：知名遊戲實況主國動

## 外部連結
- 桃園市立中興國民中學（页面存档备份，存于）
- 桃園市立中興國民中學校友會